# 彭福石宠
彭福石宠（12世纪？—1193年），南宋下溪州（治今湖南古丈县东北）土官，下溪州刺史彭仕羲之孙。
宋高宗绍兴五年（1135年），彭福石宠继袭为下溪州刺史。将治所从会溪（在今湖南古丈东北）迁往灵溪石福郡（今永顺县城东南老司城），成为以后永顺宣慰司数百年的首府。宋光宗绍熙四年（1193年）彭福石宠去世，谥忠朴。其子彭安国袭职。